# Yin Yang Yo!
Yin Yang Yo! es una serie animada estadounidense-canadiense creada por Bob Boyle y producida por Jetix Animation Concepts y Buena Vista International Television para Jetix en las ciudades de Burbank en los Estados Unidos y Toronto en Canadá.
La serie fue estrenada en Estados Unidos por Jetix el 4 de septiembre de 2006 con una primera temporada de 26 episodios. En Hispanoamérica la serie tuvo su preestreno el 18 de diciembre de 2006 en el canal Jetix y su estreno oficial como parte de su programación fue el 18 de diciembre de 2006.
La segunda temporada de la serie se estrenó el 31 de diciembre de 2007 en Jetix en los Estados Unidos.

## Origen
Cuando Boyle, el creador de la serie fue citado en una entrevista en línea, él dijo: "Esa idea se me ocurrió cuando, en un viaje, mi esposa y yo fuimos al Pequeño Tokio (un barrio en Los Ángeles). Y vi a una niña que llevaba una camisa que decía "Samurái en Entrenamiento". Y pensé entonces que un samurái diminuto sería gracioso, y que también entonces usaría a "un animalito lindo", y en un conejo pequeño y peludo, así que comencé a partir de eso. Siempre visto por la gente en los tonos que una idea no tuvo suficiente apariencia de un chico o de una chica, yo pensé realizar dos personajes diferentes del sexo opuesto, además de que fueran hermanos y tuvieran gustos parecidos, y agregarles una "rivalidad entre hermanos", sin embargo Yo fue creado como un personaje extra. Así nació la serie "Yin Yang Yo!".

## Argumento
La serie cuenta la historia de dos conejos gemelos adolescentes llamados Yin y Yang que viven en el dojo del anciano y excéntrico Maestro Yo, último panda vivo y único caballero Woo-Foo que queda en el mundo, quien intenta pasar sus enseñanzas a los jóvenes aprendices.
Yin y Yang deben aprender a desarrollar los poderes que desde hace siglos han usado los caballeros Woo-foo para proteger al mundo de las fuerzas del mal, pero no es una tarea fácil y no solo porque muchos villanos poderosos insisten en atacarlos a ellos y la ciudad continuamente, sino también porque como buenos adolescentes tiene problemas e ideas propias de su edad que no hacen más que meterlos en más problemas aún.

## Personajes
La serie cuenta con tres personajes principales
- Yang: Un conejo azul, el cual le encanta meterse en peleas y destrozar objetos; es un tanto hiperactivo, intenta aprender el arte del Woo-foo aunque solo aprende la parte de la fuerza la cual consta de las artes marciales, todo lo que compone el poder espiritual le parece aburrido y según él de chicas; aun así usa su aura para fortalecer su espada de bambú o sus puños y volverlos armas en extremo destructivas.

- Yin: Hermana de Yang una tierna conejita rosa, aficionada a la lectura y protectora del medio ambiente, cuando se enfada puede ser muy peligrosa, ella a diferencia de su hermano, domina el lado de las artes místicas lo que básicamente es la magia y algunos de sus poderes son Trans-foo-mación y Yin-visible entre otros. Difieren mucho en ideas y formas de pensar lo cual ocasiona diversas peleas entre ellos por lo que a veces sus enemigos toman ventaja de ello.

- Yo: El maestro Yo es un viejo panda de más de cien años de edad, último maestro del sagrado arte del Woo-foo y último panda del planeta, que en un pasado fue el más poderoso de los guerreros Woo Foo.

## Doblaje
| Personaje           | Actor de voz original | Actor de voz doblaje (España) | Actor de doblaje (Hispanoamérica)                     |
| ------------------- | --------------------- | ----------------------------- | ----------------------------------------------------- |
| Yin                 | Stephanie Morgenstern | Inés Blázquez                 | Vanesa Silva                                          |
| Yang                | Scott McCord          | Adolfo Moreno                 | René Pinochet                                         |
| Yo                  | Martin Roach          | Juan Perucho                  | Mario Santander                                       |
| Carl                | Jamie Watson          | José Padilla                  | Daniel Seisdedos                                      |
| Madre de Carl       | ?                     | Marisa Marco                  | Jessica Toledo                                        |
| Coop                | Jonathan Wilson       | Eduardo Bosch                 | Carlos Díaz (primeros capítulos) Fred Pizarro (resto) |
| Maestro noche       | David Hemblen         | Pedro Tena                    | Rolando Silva                                         |
| Lina                | Novie Edwards         | Anna Simón                    | Yaninna Quiroz Ximena Marchant (episodio 24)          |
| Yuck                | Scott McCord          | Jesús Barreda                 | Sergio Aliaga (temporada 1) ¿? (temporada 2)          |
| Dave                | Dwayne Hill           | Pablo Tribaldos               | Rodrigo Saavedra Gabriel Molina (un episodio)         |
| Estudio de doblaje  | En Canadá             | Best Digital. Madrid, España  | Doblajes Internacionales DINT, Santiago de Chile      |
| Director de doblaje | ?                     | Juan Luis Rovira              | Alexis Quiroz                                         |